# Emin Pacha
Mehmet Emin Pacha (né Isaak Eduard Schnitzer, baptisé c. 1847 Eduard Carl Oscar Theodor Schnitzer, 28 mars 1840- 28 octobre 1892) est un médecin, naturaliste, explorateur, et gouverneur de la province ottomane d'Équatoria sur le haut Nil. Bien que le titre de Pacha ne lui eût été décerné qu'en 1886, il est généralement dénommé sous le nom d'Emin Pacha.

## Biographie

### Enfance et formation
Eduard Schnitzer est né à Oppeln en Silésie prussienne dans une famille juive allemande de la classe moyenne, qui s'établit à Neisse quand il fut âgé de deux ans. Après la mort de son père, sa mère épousa un luthérien, et tous deux furent baptisés. Il étudia aux universités de Breslau, Königsberg, et Berlin, et fut diplômé avec le grade de docteur en 1864. Cependant, il ne put exercer et quitta l'Allemagne pour Constantinople, avec l'intention d'entrer au service de l'Empire ottoman.
Après être passé à Vienne et Trieste, il s'arrêta à Antivari au Monténégro, où il fut cordialement accueilli par la population. Il décida d'y rester et d'y pratiquer la médecine. Il en profita pour développer son talent pour les langues, apprenant ainsi le turc, l'albanais et le grec. Il devint l'officier de quarantaine au port, ne quittant la région qu'en 1870 pour rejoindre l'équipe d'Ismail Hakki Pacha, gouverneur de l'Albanie septentrionale, ce qui lui permit de parcourir l'Empire Ottoman, bien que les détails de ses voyages ne soient pas connus.

### Établissement au Soudan
À la mort de Hakki Pacha en 1873, Emin revint à Neisse avec la veuve et les enfants du Pacha, et où il les fit passer pour sa propre famille. Il disparut un temps pour réapparaître au Caire, puis Khartoum où il arriva en décembre. Il prit alors le nom « de Mehemet Emin » (en arabe Muhammad al-Amin), pratiquant la médecine, collectant plantes et animaux, la plupart envoyés aux musées d'Europe. Bien que certains le considéraient comme un musulman, il n'est pas prouvé qu'il fut converti à cette époque.
Charles George Gordon, alors gouverneur d'Équatoria, apprit la présence d'Emin, et l'invita à exercer en tant que chef médecin de la province. Emin accepta et arriva en mai 1876. Gordon l'envoya rapidement vers le sud en mission diplomatique au Buganda et au Bunyoro, où Emin se fit remarquer par sa maîtrise de la langue Luganda.
Après 1876, Emin fit de Lado sa base pour ses expéditions scientifiques dans la région. En 1878, le khédive d'Égypte désigna Emin comme le successeur de Gordon en tant que gouverneur de la province, lui donnant le titre de Bey. Malgré cette promotion, ses pouvoirs étaient limités. Il était à la tête d'une armée de quelques milliers d'hommes qui ne contrôlait généralement qu'un périmètre d'un peu plus d'un kilomètre autour de chaque comptoir, et le gouvernement de Khartoum était indifférent à ses propositions de développement.

### Dans la tourmente de l'insurrection mahdiste
La révolte du Mahdi à partir de 1881 coupa Equatoria du monde dès 1883, et l'année suivante Karam Allah marcha pour s'emparer d'Equatoria et Emin. En 1885, Emin et la plupart de ses forces se replièrent vers le sud, dans la place fortifiée de Wadelai près du lac Albert. Sans communication via le nord, il pouvait toujours communiquer avec Zanzibar via le Bouganda. Ses messages, communiqués par son ami Wilhelm Junker, générèrent des réactions de sympathie en Europe en 1886, à la suite aussi de la mort de Gordon l'année précédente.
L'expédition de secours à Emin Pacha, dirigée par Henry Morton Stanley, envisageait de secourir Emin en remontant le fleuve Congo puis en traversant la forêt de l'Ituri, une route extrêmement dangereuse qui conduisit à la perte des deux tiers des hommes de l'expédition. Les détails de cette aventure sont connus par les journaux des officiers non-africains, tels que le major Edmund Musgrave Barttelot, le capitaine William Grant Stairs, A.J. Mounteney Jephson, ou encore Thomas Heazle Parke, médecin de l'expédition). Stanley rencontra Emin en avril 1888, et après une année de discussions, au cours notamment de laquelle Emin et Jephson furent emprisonnés à Dufile par des troupes mutinées d'août à novembre 1888, Emin accepta finalement de partir pour la côte. Ils arrivèrent à Bagamoyo en 1890. Au cours des festivités de retour, Emin fut blessé en tombant d'une fenêtre qu'il avait prise pour un accès à un balcon. Il dut rester deux mois à l'hôpital, et Stanley dut retourner en Europe sans pouvoir ramener Emin Pacha en triomphe. Stanley rédigea aussitôt un long récit : In darkest Africa (qui inspira plus tard Joseph Conrad pour son roman Au cœur des ténèbres, dont furent tirés ensuite des films tels qu'Apocalypse Now de Francis Ford Coppola).

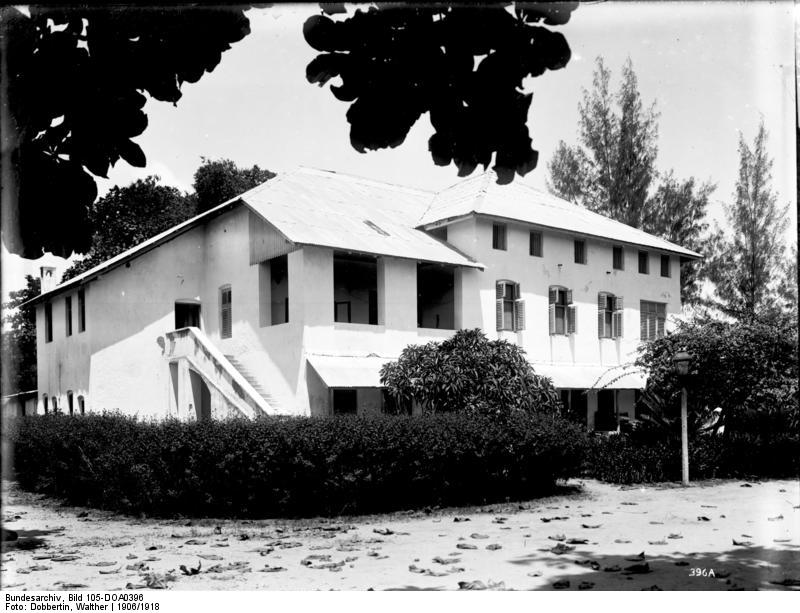
La maison de Schnitzer à Bagamoyo (Bundesarchiv).

### Assassinat
Emin entra alors au service de la Compagnie de l'Afrique orientale allemande et fut accompagné  par le Docteur Stuhlmann et le Père Schynse en expédition vers les lacs intérieurs. Il fut assassiné à Kinena (État indépendant du Congo), par les soldats arabo-swahilis des marchands arabes d'esclaves de la région de Kibonge, probablement le 28 octobre 1892 (la dernière inscription dans son journal date du 27 octobre). Égorgé, sa tête fut envoyée à Kibonge ; son corps, ainsi que ceux de ses compagnons, ne furent jamais retrouvés, à la différence de son journal qui fut récupéré par Francis Dhanis à Kasongo en avril 1894, auprès de deux esclaves des Arabes, au cours des campagnes de l'État indépendant du Congo contre les Arabo-Swahilis.

### Dans la fiction
- Dans la bande dessinée Équatoria, Corto Maltese aide la fille d'Emin Pacha à retrouver sa dépouille en Afrique centrale pour la rapporter en Allemagne.